# Regierung Ahoussou-Kouadio

Wappen der Elfenbeinküste

Die Regierung Ahoussou-Kouadio ist die 14. Regierung der Elfenbeinküste. Sie wurde am 13. März 2012 von Präsident Alassane Ouattara (RDR) ernannt und wurde von Premierminister Jeannot Ahoussou-Kouadio (PDCI) angeführt. Es handelte sich um eine Koalitionsregierung zwischen der größeren Rassemblement des Républicains (RDR) und dem Juniorpartner Parti Démocratique de Côte d’Ivoire (PDCI).
Am 14. November 2012 entließ Ouattara die Regierung. Grund dafür war ein Gesetz zur Gleichstellung der Geschlechter, dass von der RDR gegen die Stimmen der PDCI verabschiedet worden war. Es sollte Ehefrauen die volle Berufswahlfreiheit ermöglichen und es ihr erlauben, den Ehemann per Gericht zur Versorgung der Familie zu zwingen. Als Grund für ihre Ablehnung gab die PDCI an, dass das Gesetz traditionellen afrikanischen Werten widersprach.

## Zusammensetzung
- Premier- und Justizminister: Jeannot Ahoussou-Kouadio (PDCI)

### Ministerien

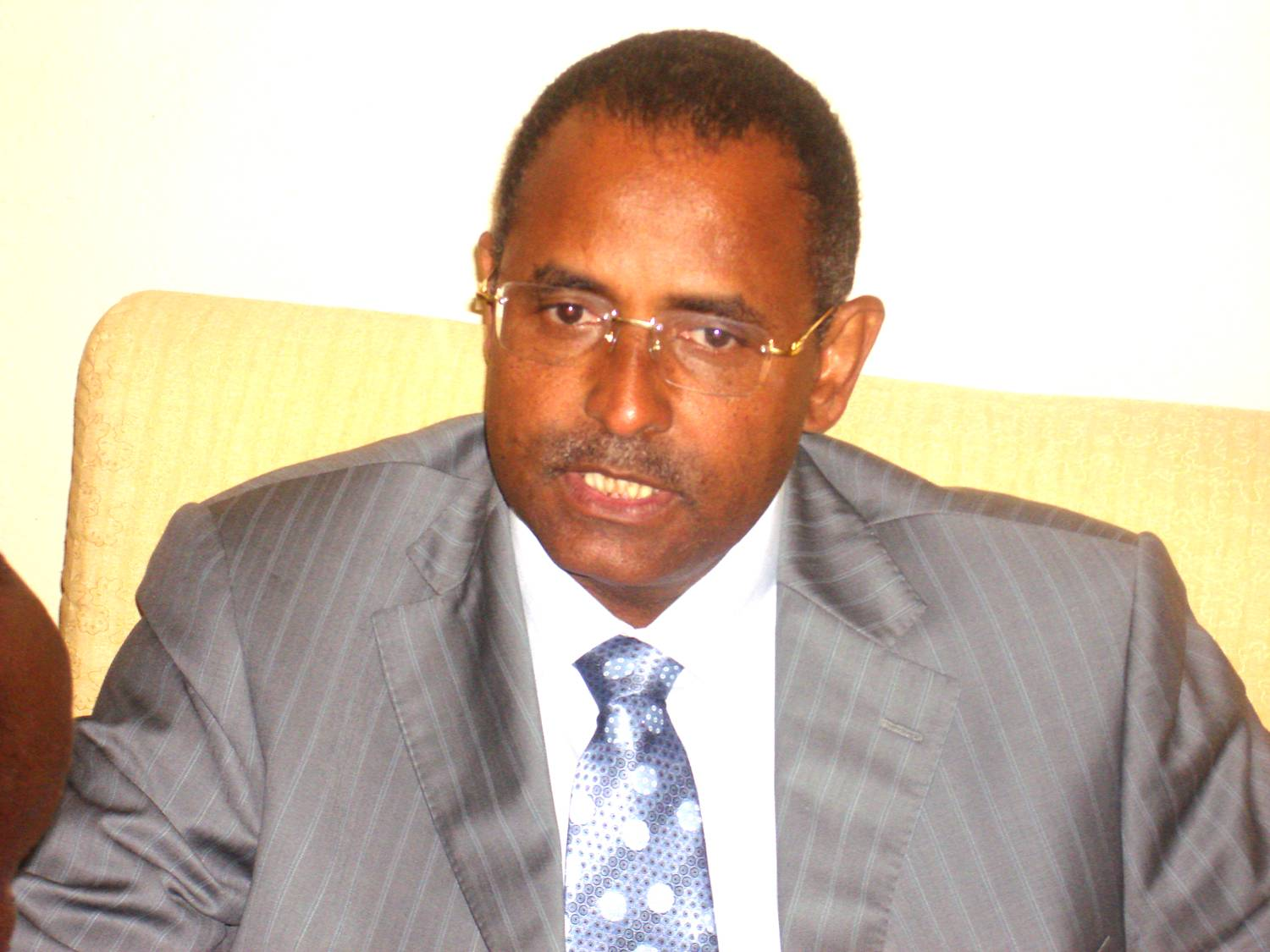
Infrastrukturminister Patrick Achi (2008)
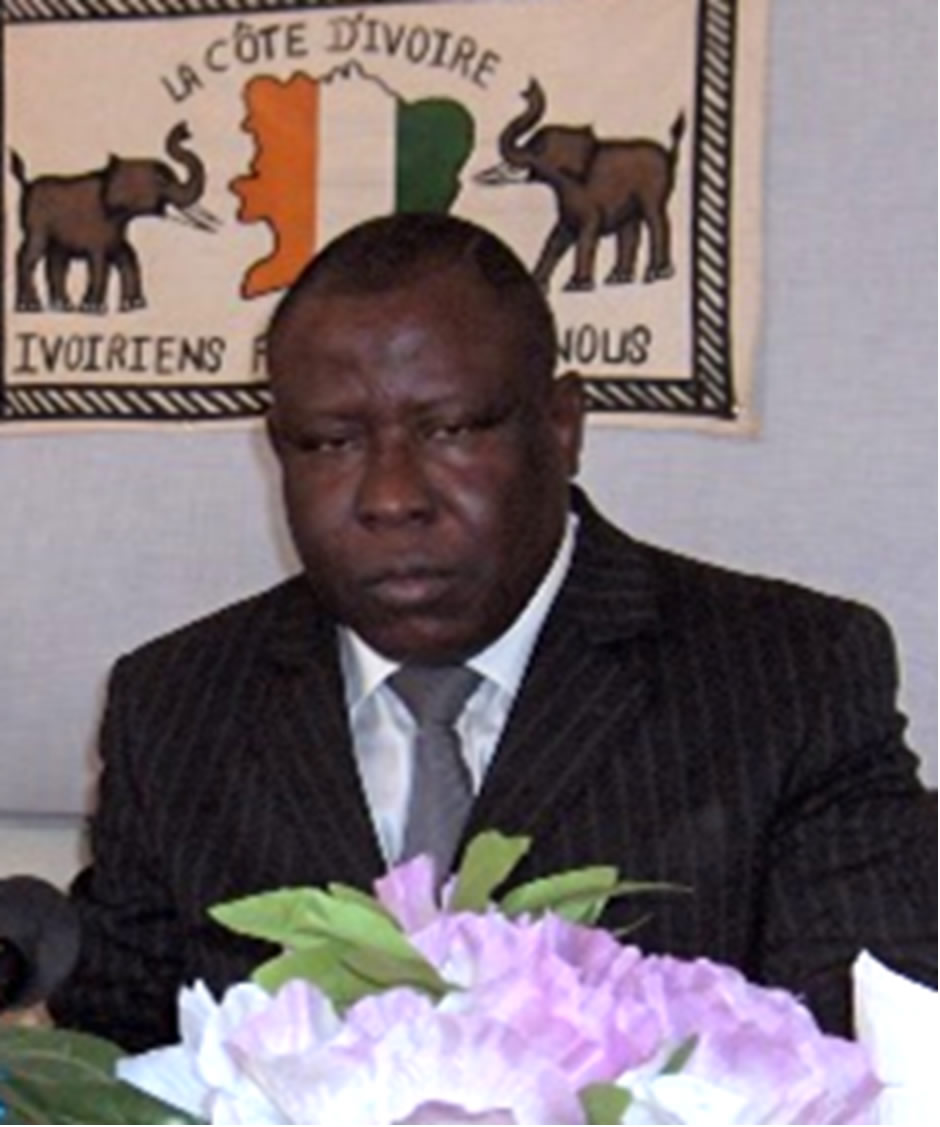
Wissenschaftsminister Ibrahima Cisse (2008)
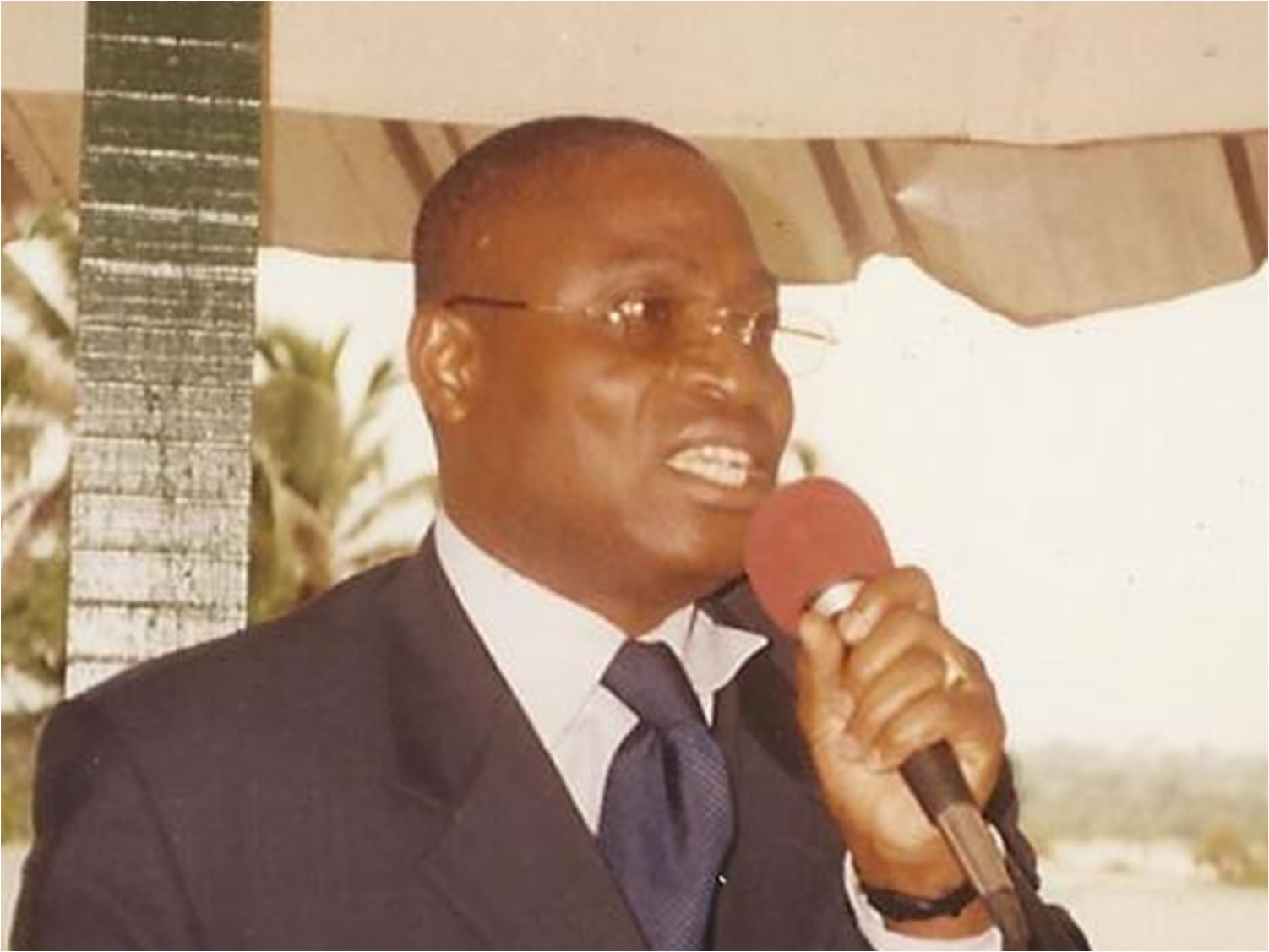
Handelsminister Dagobert Banzio (2011)

| Posten                                                                             | Name                              | Bemerkungen |
| ---------------------------------------------------------------------------------- | --------------------------------- | ----------- |
| Justizminister                                                                     | Jeannot Ahoussou-Kouadio          | -           |
| Planungs- und Entwicklungsminister                                                 | Albert Toikeusse Mabri (PDCI)     | -           |
| Innenminister                                                                      | Hamed Bakayoko                    | -           |
| Außenminister                                                                      | Daniel Kablan Duncan (PDCI)       | -           |
| Minister für Arbeit, Soziales und Solidarität                                      | Gilbert Kafana Kone               | -           |
| Industrieminister                                                                  | Moussa Dosso                      | -           |
| Finanz- und Wirtschaftsminister                                                    | Charles Koffi Diby                | -           |
| Landwirtschaftsminister                                                            | Mamadou Sangafowa Coulibaly       | -           |
| Infrastrukturminister                                                              | Patrick Achi                      | -           |
| Bergbau-, Erdöl- und Energieminister                                               | Adama Toungara                    | -           |
| Minister für Öffentlichen Dienst und administrative Reformen                       | Konan Gnamien                     | -           |
| Gesundheitsministerin                                                              | Teresa Aya N'Dri Yoman            | -           |
| Sportminister                                                                      | Philippe Legre                    | -           |
| Bildungsministerin                                                                 | Mme Kandia Kamissoko Camara       | -           |
| Minister für Handwerk und Mittelständische Betriebe                                | Sidiki Konate                     | -           |
| Wissenschaftsminister                                                              | Ibrahima Cisse                    | -           |
| Minister für tierische Ressourcen und Fischfang                                    | Kobena Kouassi Adjoumani          | -           |
| Handelsminister                                                                    | Dagobert Banzio                   | -           |
| Minister für technische Ausbildung                                                 | Albert Flinde                     | -           |
| Minister für Menschenrechte und bürgerliche Freiheiten                             | Gnénéma Coulibaly                 | -           |
| Kulturminister                                                                     | Maurice Kouakou Bandama           | -           |
| Ministerin für Familien, Frauen und Kinder                                         | Mme Raymonde Goudou Coffie (PDCI) | -           |
| Kommunikationsminister                                                             | Souleymane Coty Diakite           | -           |
| Umweltminister                                                                     | Remi Allah Kouadio                | -           |
| Tourismusminister                                                                  | Charles Aké Atchimon              | -           |
| Minister für Bau, Abwasser und städtische Entwicklung                              | Mamadou Sanogo                    | -           |
| Minister für Post und Informationstechnologien                                     | Bruno Nabagné Kone                | -           |
| Transportminister                                                                  | Gaoussou Toure                    | -           |
| Minister für Wälder und Gewässer                                                   | Clément Boueka Nabo               | -           |
| Minister für Afrikanische Integration                                              | Ally Coulibaly                    | -           |
| Jugendminister                                                                     | Alain Michel Lobognon             | -           |
| Ministerin für Promotion und Wohnungswesen                                         | Mme Nialé Kaba                    | -           |
| Minister für Veteranen und Kriegsopfer                                             | Mathieu Babaud Darret             | -           |
| Ministerin für städtische Sicherheit                                               | Mme Anne Désirée Ouloto           | -           |
| Beauftragte des Premier- und Justizministers                                       | Mme Loma Cisse Matto (RDR)        | -           |
| Generalsekretär der Präsidentschaft                                                | Amadou Gon Coulibaly              | -           |
| Direktor des Kabinetts                                                             | M. Marcel Amon-Tanoh              | -           |
| Minister für Präsidentschaftsangelegenheiten                                       | Ouattara Tené Birahima            | -           |
| Verteidigungsminister                                                              | Paul Koffi Koffi                  | -           |
| Minister für Präsidentschaftsangelegenheiten in Verbindung mit staatlichen Organen | Albert Aggrey                     | -           |